# Coopération entre la Chine et l'Europe centrale et orientale
 (novembre 2021).
La mise en forme du texte ne suit pas les recommandations de Wikipédia : il faut le « wikifier ».
Les points d'amélioration suivants sont les cas les plus fréquents. Le détail des points à revoir est peut-être précisé sur la page de discussion.
- Les titres sont pré-formatés par le logiciel. Ils ne sont ni en capitales, ni en gras.
- Le texte ne doit pas être écrit en capitales (les noms de famille non plus), ni en gras, ni en italique, ni en « petit »…
- Le gras n'est utilisé que pour surligner le titre de l'article dans l'introduction, une seule fois.
- L'italique est rarement utilisé : mots en langue étrangère, titres d'œuvres, noms de bateaux, etc.
- Les citations ne sont pas en italique mais en corps de texte normal. Elles sont entourées par des guillemets français : « et ».
- Les listes à puces sont à éviter, des paragraphes rédigés étant largement préférés. Les tableaux sont à réserver à la présentation de données structurées (résultats, etc.).
- Les appels de note de bas de page (petits chiffres en exposant, introduits par l'outil «  Source ») sont à placer entre la fin de phrase et le point final[comme ça].
- Les liens internes (vers d'autres articles de Wikipédia) sont à choisir avec parcimonie. Créez des liens vers des articles approfondissant le sujet. Les termes génériques sans rapport avec le sujet sont à éviter, ainsi que les répétitions de liens vers un même terme.
- Les liens externes sont à placer uniquement dans une section « Liens externes », à la fin de l'article. Ces liens sont à choisir avec parcimonie suivant les règles définies. Si un lien sert de source à l'article, son insertion dans le texte est à faire par les notes de bas de page.
- La présentation des références doit suivre les conventions bibliographiques. Il est recommandé d'utiliser les modèles {{Ouvrage}}, {{Chapitre}}, {{Article}}, {{Lien web}} et/ou {{Bibliographie}}. Le mode d'édition visuel peut mettre en forme automatiquement les références.
- Insérer une infobox (cadre d'informations à droite) n'est pas obligatoire pour parachever la mise en page.

Pour une aide détaillée, merci de consulter Aide:Wikification.
Si vous pensez que ces points ont été résolus, vous pouvez retirer ce bandeau et améliorer la mise en forme d'un autre article.
 (novembre 2021).

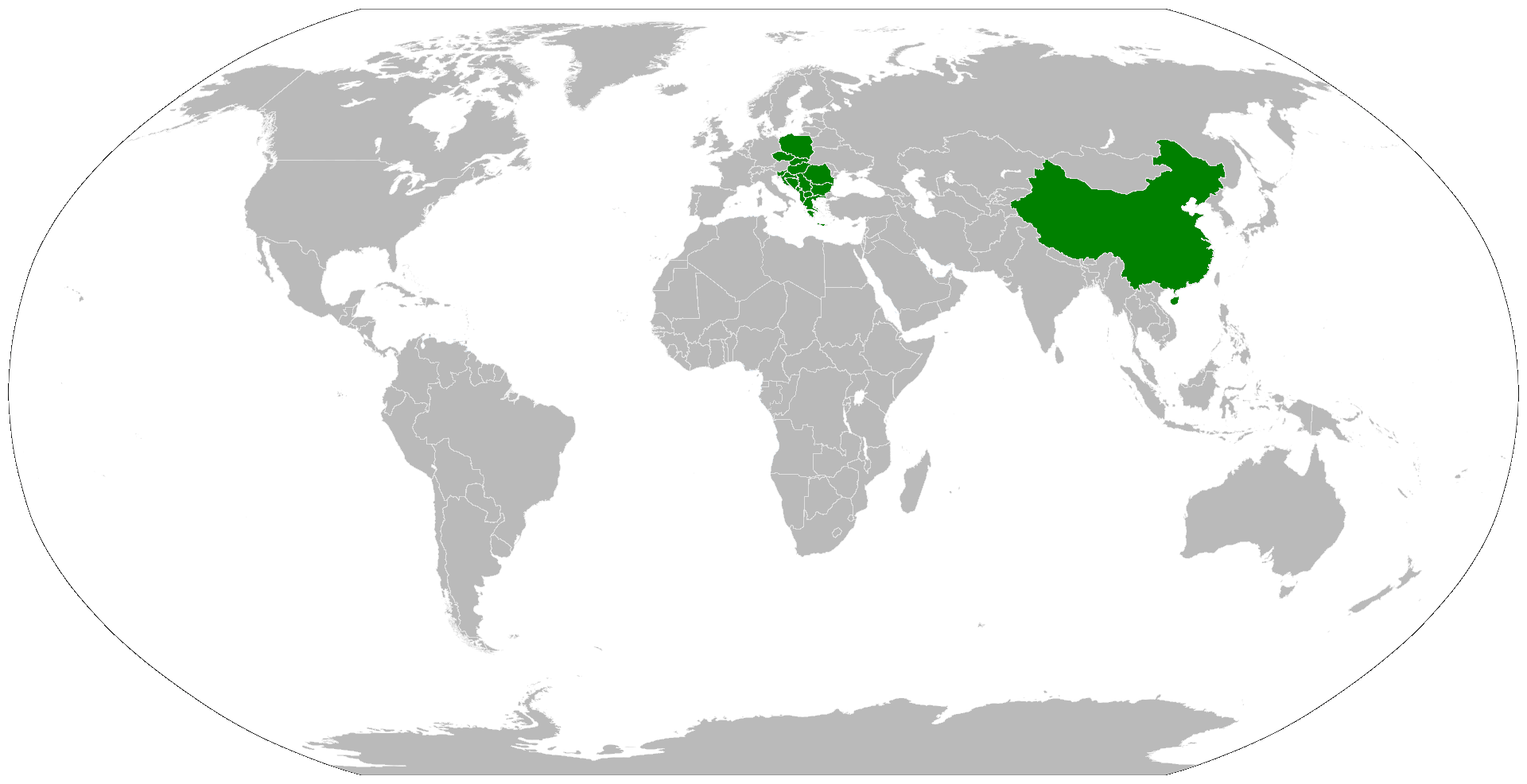
Pays concernés par la coopération.

La coopération entre la Chine et les pays d'Europe centrale et orientale (aussi appelée Chine-CEE, Chine-PECO, groupe des 14+1, auparavant 16+1 et 17+1) est une initiative du ministère chinois des Affaires étrangères visant à promouvoir les relations commerciales et d'investissement entre la Chine et 14 pays d'Europe centrale et orientale (CEE, PECO) : l'Albanie, la Bosnie-Herzégovine, la Bulgarie, la Croatie, la République tchèque, la Grèce, la Hongrie, la Macédoine du Nord, le Monténégro, la Pologne, la Roumanie, la Serbie, la Slovaquie et la Slovénie,,.

## États membres

### Composition initiale
Ce groupe a été créé en 2012 à Varsovie afin d'encourager la coopération des « 16+1 » (les 16 pays de l'ECO et la Chine). Les 16+1 se réunissent chaque année ; des sommets se sont tenus à Dubrovnik (2019), Sofia (2018), Budapest (2017), Riga (2016), Suzhou (2015), Belgrade (2014), Bucarest (2013) et Varsovie (2012). Le secrétariat se situe à Pékin, avec 16 « coordinateurs nationaux » dans chacun des pays partenaires.
Les objectifs de ce format sont de promouvoir l'initiative chinoise de « la Nouvelle route de la soie » et de renforcer la coopération dans les domaines des infrastructures, des transports et de la logistique, du commerce et de l'investissement,. « Ces objectifs sont soutenus par des liens croissants dans les domaines de la culture, de l'éducation et du tourisme... des échanges culturels, des groupes de réflexion et des ONG ».
Les États membres initiaux sont la Chine et 16 pays d'Europe centrale et orientale (CEE, PECO) : l'Albanie, la Bosnie-Herzégovine, la Bulgarie, la Croatie, la République tchèque, l'Estonie, la Hongrie, la Lettonie, la Lituanie, la Macédoine du Nord, le Monténégro, la Pologne, la Roumanie, la Serbie, la Slovaquie et la Slovénie,,.

### Intégration de la Grèce
Lors du sommet de Dubrovnik en 2019, la Grèce, jusqu'alors un membre observateur, intègre officiellement le mécanisme de coopération. 

### Départ de la Lituanie
En mars 2021, la radio et télévision nationale lituanienne (LRT) a rapporté qu'en février, le parlement lituanien avait accepté de quitter ce qui était jusqu'alors le format 17+1. Le ministre des Affaires étrangères Gabrielius Landsbergis a déclaré que la coopération entre Pékin et la Lituanie n'avait apporté « presque aucun avantage ». Il a également été signalé que la Lituanie ouvrira un bureau de représentation commerciale à Taïwan, officiellement connu sous le nom de "République de Chine" (RDC), afin de renforcer ses relations avec le pays insulaire,,.

### Départ de l'Estonie et de la Lettonie
Le 11 août 2022, l'Estonie et la Lettonie, membres depuis 2012, imitent la Lituanie et quittent le mécanisme de coopération, affirmant toutes deux que la coopération avec la Chine pourra continuer en respect du droit international public et des droits de la personne.

## Infrastructures, investissement et commerce
Le projet de l'autoroute E763 en Serbie depuis 2017, le chemin de fer Budapest-Belgrade, partie du chemin de fer Budapest-Belgrade-Skopje-Athènes, ou encore la ligne express terre-mer Chine-Europe en sont des exemples. En Croatie, un consortium chinois dirigé par China Road and Bridge Corporation (CRBC) a été retenu pour la première phase de la construction du pont de Pelješac et de ses routes d'accès. En Pologne, des sociétés chinoises ont acquis la division génie civil de Huta Stalowa Wola et KFLT Bearings Poland. Selon les statistiques des douanes chinoises, le volume des échanges de la Chine avec les PECO s'élevait à 67,98 milliards de dollars en 2017, soit une augmentation de 15,9% par rapport à 2016. Selon le ministère chinois du commerce, en 2016, le commerce Chine-PECO représentait 58,7 $ milliards (contre 43,9 milliards en 2010), tandis que ses investissements dans les pays d'Europe centrale et orientale s'élèvent à plus de 8 milliards de dollars, dans des industries telles que la chimie, les télécommunications et les nouvelles énergies.

## Liens culturels
De 2012 à 2017, six nouvelles liaisons aériennes directes entre la Chine et les PECO ont été ouvertes. Le nombre de touristes chinois visitant les PECO est passé de 280 000 à 930 000, et le nombre d'étudiants en échange a également doublé [donner des chiffres] . Un centre de coordination Chine-PECO pour la coopération culturelle a été ouvert en Macédoine du Nord. En Chine, le centre de formation Chine-PECO pour les jeunes artistes et le Centre d'échanges et de coopération des industries culturelles et créatives Chine-PECO ont été ouverts dans la ville de Chengdu, dans le sud-ouest.

## Critiques
Alors que la Chine affirme que l'initiative est une coopération « gagnant-gagnant » pour les pays concernés et l'UE, Jeremy Garlick, professeur adjoint à l'Université d'économie et de commerce de Prague, a estimé que la Chine poursuivait une stratégie affirmée de « diviser pour mieux régner » conçue pour profiter à la Chine aux dépens de l'Europe,,.
La Lituanie, dans son rapport d'évaluation des menaces nationales de 2019, a déclaré : « Alors que les ambitions économiques et politiques de la Chine grandissent en Lituanie et dans d'autres pays de l'OTAN et de l'UE, les activités des services de renseignement et de sécurité chinois deviennent de plus en plus agressives ». Leur rapport de février 2021 « accusait Pékin d'essayer d'exploiter la pandémie de Covid pour discréditer les adversaires supposés et améliorer son image ».
.

### Enjeu des droits de l'homme en Chine
Le 6 octobre 2020, un groupe de 39 pays, dont 11 pays d'Europe centrale et orientale (Albanie, Bosnie-Herzégovine, Bulgarie, Croatie, Estonie, Lettonie, Lituanie, Macédoine du Nord, Pologne, Slovaquie et Slovénie) et la plupart des autres États membres de l'UE, le Royaume-Uni, l'Australie, la Nouvelle-Zélande, les États-Unis, le Canada, Haïti, le Honduras et le Japon ont fait une déclaration aux Nations unies pour dénoncer les politiques chinoises envers les minorités ethniques et les restrictions apportées aux libertés à Hong Kong.